# Barclays Center
Il Barclays Center è un palazzetto dello sport di New York nel quartiere di Brooklyn. Fa parte di un progetto di 4,9 miliardi di dollari che comprende un complesso sportivo, un'arena, uffici e abitazioni residenziali.
L'arena è stata strutturata come nuovo impianto di gioco per i Brooklyn Nets (noti in precedenza come New Jersey Nets), franchigia della NBA trasferitasi a Brooklyn nel 2012. La squadra ha iniziato a giocare al Barclays Center dalla stagione 2012-2013.
Il progetto è stato sviluppato dalla Forest City Ratner, il gruppo che ha acquisito i Nets nel 2004, con lo scopo di spostare la squadra da Newark a questo sito, posto nei pressi dell'Atlantic Avenue, in prossimità dell'omonima stazione della metropolitana, rinominata in seguito Atlantic Avenue-Barclays Center, e della stazione di Atlantic Terminal della Long Island Rail Road, uno dei luoghi di transito della città più facilmente accessibili. La mossa ha segnato il ritorno di una competizione nazionale a Brooklyn, assente dalla partenza del Dodgers nel 1957. Le controversie che coinvolgono residenti, a causa degli espropri, e la mancanza di finanziamento, hanno ritardato il progetto.
Il 1º marzo 2010, il giudice della Corte Suprema di Brooklyn Abraham Gerges ha dato il permesso di realizzazione del progetto. La costruzione è stata ultimata a settembre 2012. Il 28 settembre il palazzetto è stato inaugurato con un concerto di Jay-Z.
Il 24 ottobre 2012 i New York Islanders della National Hockey League annunciarono il trasferimento al Barclays Center dal 2015 una volta concluso il contratto con il Nassau Veterans Memorial Coliseum. L'arena, nata in primo luogo per la pallacanestro, in configurazione da NHL può ospitare solo 14 500 spettatori, al di sotto degli standard richiesti dalla lega. Per questo sono stati approvati progetti per ampliare la capienza ad almeno 15 000 posti per gli incontri di hockey su ghiaccio.